# Larne (district)
Larne is een voormalig district (met borough status) in Noord-Ierland. Het is sinds 2015 deel van het district Mid and East Antrim.
Larne telde in 2007 31.300 inwoners. De oppervlakte bedraagt 336 km², de bevolkingsdichtheid is 93,2 inwoners per km².
Van de bevolking is 71,7% protestant en 25,2% katholiek.
Antrim · Ards · Armagh · Ballymena · Ballymoney · Banbridge · Belfast · Carrickfergus · Castlereagh · Coleraine · Cookstown · Craigavon · Derry (Londonderry) · Down · Dungannon en South Tyrone · Fermanagh · Larne · Limavady · Lisburn · Magherafelt · Moyle · Newry and Mourne · Newtownabbey · North Down · Omagh · Strabane